# Trimerodytes balteatus
Trimerodytes balteatus — вид змій родини полозових (Colubridae). Мешкає в Китаї і В'єтнамі.

## Поширення і екологія
Trimerodytes balteatus мешкають на півдні Китаю, в провінціях Гуандун, Гуансі і Хунань, в Гонконзі, на острові Хайнань, а також на північному сході В'єтнаму. Вони живуть в лісах, на берегах струмків, на висоті до 450 м над рівнем моря. Живляться рибою, жабами та пуголовками. Відкладають яйця.